# Guerras croato-búlgaras

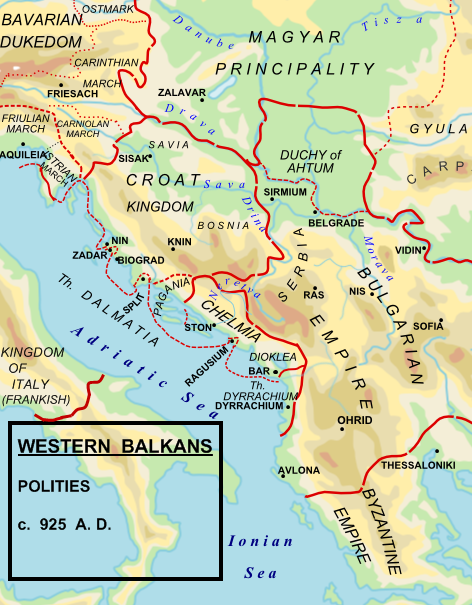
Imagem da Localização das Guerras croato-búlgaras.

As Guerras croato-búlgaras foram uma série de conflitos que irromperam por três vezes durante os séculos IX e X entre os reinos medievais da Croácia e da Bulgária. Neste período, a Croácia se aliou com a Frância Oriental e com o Império Bizantino contra o Império Búlgaro.

## Primeira guerra (854)
Em meados do século IX, a Bulgária era a principal potência no norte, centro e leste dos Bálcãs. Em 854, o cã Bóris I firmou uma aliança com o príncipe da Grande Morávia Rastislau contra Luís, o Germânico, da Frância Oriental. O duque Trepimiro da Croácia Dálmata, um leal vassalo dos francos, ficou preocupado com a expansão búlgara, principalmente depois que ela alcançou a fronteira croata depois da campanha contra a Ráscia. Acredita-se que os búlgaros tenham invadido a Croácia por volta de 854, mas existe também a possibilidade de que o rei Luís tenha subornado Trepimiro para que ele atacasse primeiro. Durante a guerra de 854, houve apenas uma grande batalha, travada na região nordeste da moderna Bósnia e Herzegovina e o resultado foi inconclusivo. Logo depois, começaram as negociações de paz entre Bóris e Trepimiro que resultaram numa troca de presentes e na assinatura de um tratado de paz. A fronteira foi determinada como sendo no rio Drina (atualmente também a fronteira entre a Bósnia e a República da Sérvia).

## Segunda guerra (926)
Uma longa e árdua guerra foi travada entre o czar Simeão I, que queria tomar para si o trono bizantino, e o imperador Romano I Lecapeno. Sob forte pressão búlgara e colecionando derrota após derrota, o Império Bizantino negociou com a Sérvia e a Croácia numa tentativa de forjar uma aliança contra o Império da Bulgária. Ao saber dos planos através do príncipe Miguel da Zaclúmia, que fora expulso pelos sérvios quando eles tomaram suas terras, Simeão invadiu e anexou a Sérvia em 924. Zacarias buscou refúgio na corte croata do rei Tomislau I, que receberia, logo depois, o enorme influxo de refugiados sérvios tentando escapar da destruição provocada pelos búlgaros. Numa tentativa de atrair os croatas para a luta, Romano I ofereceu aos croatas os rendimentos da província da Dalmácia por volta de 925. A Dalmácia, incluindo a maior parte das cidades e das ilhas setentrionais, passou a ser governada por Tomislau. Os sérvios da Zaclúmia, aliados com a Croácia e com o príncipe Miguel, tornaram-se vassalos de Tomislau em algum momento antes de 926. Como resposta, Simeão enviou o duque Alogobotur para expulsar os refugiados sérvios para a Croácia, o que provocou uma guerra por volta de 926.
O clímax do conflito foi a Batalha do Planalto Bósnio em 926, quando forças croatas comandadas pelo rei Tomislau derrotaram completamente os búlgaros comandados por Alogobotur, eliminando a maior parte dos soldados búlgaros. A vitória croata foi tão decisiva e a batalha, tão grande, que as fontes contemporâneas exageraram enormemente o exército croata, citando números de até 160 000 soldados, e o búlgaro, com um número um pouco maior. Esta foi a única batalha que Simeão foi derrotado. Como ambos os monarcas mantinham uma boa relação com o papa João X, o papa conseguiu negociar a paz com base no status quo. Embora a fronteira oriental tenha se estendido até o rio Bosna, o reino croata se fortaleceu muito militarmente e conquistou importantes recursos naturais: ela emergiu como um dos mais modernos reinos do período e chegou até mesmo a criar uma modesta marinha. No mesmo dia da batalha, Simeão morreu em Preslava e seu sucessor, Pedro I da Bulgária, teve que enfrentar a revolta de seus irmãos Miguel (Michail) e João (Ivan). Os sérvios aproveitaram-se da situação e, já em 931, muitos haviam retornado para casa no renovado reino sérvio, encerrando assim a efêmera fronteira oriental búlgaro-croata.

## Terceira guerra (997)
Na segunda metade do século X, o Reino da Croácia era governado por Estêvão Dirzislau, que, em troca de ser reconhecido como rei em seus domínios, firmou uma aliança com o Império Bizantino. Depois de sua morte, em 997, seu filho, Esvetoslau Surigna, continuou a política pró-Bizâncio do pai. Seus irmãos, Cresimiro III e Goislau, não queriam Esvetoslau como monarca e tentaram depô-lo, pedindo ajuda do tsar Samuel da Bulgária. Respondendo ao pedido, Samuel atacou em 998 e arrasou as cidades dálmatas de Trogir e Split, mas acabou sendo interrompido no cerco de Zadar. Logo em seguida, as forças búlgaras retornaram para casa utilizando uma rota pela Bósnia. O território tomado por Samuel foi entregue a Cresimiro III e Goislau, que, ainda contando com a ajuda búlgara, venceram a guerra civil croata e tomaram o reino croata em 1000. Esvetoslau, aliado dos bizantinos e dos venezianos, foi exilado em Veneza, mas, depois de uma mudança no governo da cidade, acabou exilado para Hungria. Depois da morte de João Vladislau em 1018, a Bulgária caiu frente às forças do imperador Basílio II e Cresimiro III e Goislau, os dois reis croatas, tornaram-se vassalos bizantinos.